# Liste der luxemburgischen Abgeordneten zum EU-Parlament (1994–1999)
Die Liste der luxemburgischen Abgeordneten zum EU-Parlament (1994–1999) listet alle luxemburgischen Mitglieder des 4. Europäischen Parlaments nach der Europawahl in Luxemburg 1994.

## Mandatsstärke der Parteien
- SPE: 2
- Grüne: 1
- ELDR: 1
- EVP: 2

| Nationale Partei                                                                           | Mandate | Fraktion                                                                                                  |
| ------------------------------------------------------------------------------------------ | ------- | --- |
| Chrëschtlech Sozial Vollekspartei (CSV)                                                    | 2       | Fraktion der Europäischen Volkspartei (EVP)                                                               |
| Lëtzebuerger Sozialistesch Aarbechterpartei (LSAP)                                         | 2       | Fraktion der Sozialdemokratischen Partei Europas (SPE)                                                    |
| Demokratesch Partei (DP)                                                                   | 1       |  Fraktion der Europäischen Liberalen, Demokratischen und Reformpartei (ELDR)                              |
| Gréng Lëscht Ekologesch Initiativ (GLEI) (bis 1995)Gréng a Liberal Allianz (GaL) (ab 1995) | 1       | Fraktion Die Grünen (bis 10. Okt. 1995)Fraktion der Radikale Europäische Allianz (ERA) (ab 11. Okt. 1995) |
| Gesamt                                                                                     | 6       | |

## Abgeordnete
| Bild | MEP               | Lebensdaten | von           | bis           | Partei  | Fraktion | Anmerkungen                                      |
| ---- | ----------------- | ----------- | ------------- | ------------- | ------- | -------- | ------------------------------------------------ |
|      | Ben Fayot         | 1937        | 19. Juli 1994 | 19. Juli 1999 | LSAP    | SPE      |                                                  |
|      | Charles Goerens   | 1952        | 19. Juli 1994 | 19. Juli 1999 | DP      | ELDR     |                                                  |
|      | Astrid Lulling    | 1929        | 19. Juli 1994 | 19. Juli 1999 | CSV     | EVP      |                                                  |
|      | Viviane Reding    | 1951        | 19. Juli 1994 | 19. Juli 1999 | CSV     | EVP      |                                                  |
|      | Marcel Schlechter | 1928–2023   | 19. Juli 1994 | 19. Juli 1999 | LSAP    | SPE      |                                                  |
|      | Jup Weber         | 1950–2021   | 19. Juli 1994 | 19. Juli 1999 | GLEIGaL | GrüneERA | Partei- und Fraktionswechsel am 11. Oktober 1995 |